# Frente para la Liberación del Enclave de Cabinda
El Frente para la Liberación del Enclave de Cabinda (FLEC; en portugués: Frente para a Libertação do Enclave de Cabinda) es un movimiento guerrillero y político que lucha por la independencia de la provincia angoleña de Cabinda. Anteriormente bajo administración portuguesa, con la independencia de Angola de Portugal en 1975, el territorio se convirtió en una provincia exclave de la recién independizada Angola. El FLEC lucha en la Guerra de Cabinda en la región ocupada por los antiguos reinos de Kakongo, Loango y N'Goyo.

## Historia
El 1 de febrero de 1885 se firmó el tratado de Simulambuco estableciendo Cabinda como un protectorado portugués. Se erigió un monumento más tarde en esa misma zona.
El FLEC fue fundado en 1963 por la unión de tres movimientos nacionalista: MLEC - Movemento de Liberação do Enclave of Cabinda (Movimiento de Liberación del Enclave de Cabinda), CAUNC - Comite de Acção de União Nacional Cabindesa (Comité de Acción de la Unión Nacional Cabindesa), y ALLIAMA - Aliança Nacional do Mayombe (Alianza Nacional del Mayombe). Mayombe es una montaña entre Cabinda y la República del Congo.
La bandera de MLEC era amarilla con un sello en el centro que enseñaba el Mayombe.
El líder del grupo unido era Luiz Ranque Franque, que rechazó incorporar a otros movimientos angoleños de independencia. El FLEC adoptó una bandera con las franjas rojas, amarillas y azules horizontales — un color para cada uno de los grupos. El nuevo emblema (una estrella blanca y un triángulo verde dentro de un anillo) fue agregado en el centro.
En 1975 FLEC constituyó un gobierno provisional que condujo Henriques Tiago a proclamar la independencia de la República de Cabinda de Portugal el 1 de agosto de 1975. Luiz Ranque era el presidente.
Entre noviembre de 1975 y 4 de enero de 1976, el enclave de Cabinda fue invadido por los soldados del Movimiento Popular para la Liberación de Angola (MPLA), que era el movimiento dominante de la independencia en el resto de Angola. El MPLA ganó rápidamente el control de las áreas urbanas mientras que FLEC controló las zonas rurales.
El FLEC se desintegró en tres facciones: FLEC-Ranque Franque; FLEC-N'Zita, conducido por N'Zita Henriques Tiago; y FLEC-Lubota, conducido por Francisco Xavier Lubota. En noviembre de 1977 fue creada otra facción, el Comando Militar para la Liberación de Cabinda. En junio de 1979 las fuerzas armadas para la liberación de Cabinda crearon otro movimiento, el MPLC - el Movimiento Popular para la Liberación de Cabinda (Movimento Popular de Libertação de Cabinda).
En los años 80, el FLEC recibió ayuda de la Unión Nacional para la Independencia Total de Angola (UNITA) y del gobierno de Sudáfrica, que se oponían al gobierno de Angola controlado por el MPLA.
En 1988, el Comité Comunista de Cabinda (CCC), conducido por Kaya Mohamed Yay, se separó del FLEC.
En los años 90, se creó otra facción del FLEC, la Unión Nacional para la Liberación de Angola, y la lideró Lumingu Luis Gimby.
El FLEC original fue reformado en los años 90, y se crearon dos facciones: FLEC-Renovada, cuya bandera era blanca con una raya central se dividió en tres colores, verde, amarillo y negro, con un anillo rojo en el centro de la bandera; y las FLEC-Fuerzas Armadas de Cabinda (FLEC-Forças Armadas de Cabinda - FLEC-FAC), usaban la bandera roja, amarilla, y azul original, con el emblema.
En agosto de 2006 se firmó un alto el fuego entre FLEC-Renovada y el gobierno de Angola. Esto fue denunciado por la mayoría de los grupos de Cabinda tanto en el interior como en el exterior de Cabinda como impostor. FLEC-FAC continúa su lucha para la independencia tanto en el interior como en el exterior de la Cabinda.
En octubre de 2006 FLEC-FAC pidió la intervención por la Comisión de la Unión Africana de los Derechos Humanos. La petición seguía estando pendiente para agosto de 2007.
El FLEC recibió el apoyo de Estados Unidos, Zaire, Sudáfrica y Francia. Los mercenarios de Bob Denard intervinieron en 1975 para arrebatar este territorio rico en petróleo a la soberanía angoleña. A principios de noviembre de 1975, los rebeldes, reforzados por los mercenarios de Mobutu y las tropas zaireñas, lanzaron una ofensiva contra las fuerzas angoleñas, apoyadas por 232 cubanos. La operación es un fracaso y la contraofensiva hace retroceder a los atacantes hasta la frontera con Zaire.